# Nianchchnum und Chnumhotep

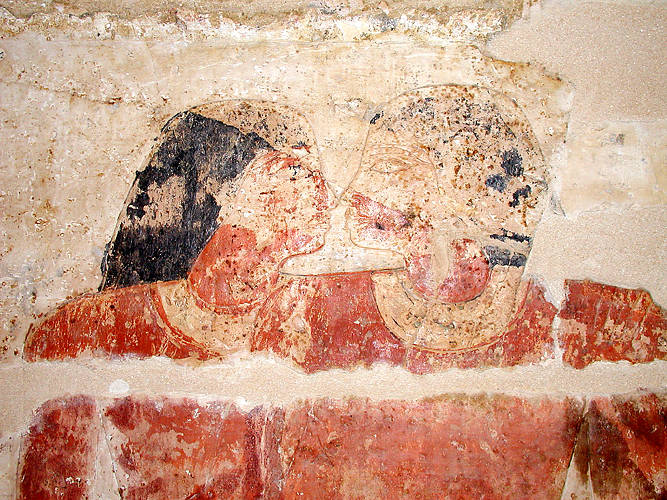
Nianchchnum und Chnumhotep

Nianchchnum und Chnumhotep waren zwei hohe Beamte im alten Ägypten. Sie trugen beide dieselben Titel eines Aufsehers der königlichen Maniküre, eines königlichen Vertrauten sowie eines Propheten des Re im Sonnenheiligtum des Niuserre. Ihr Lebenszeitraum wird auf die 5. Dynastie (um 2450–2410 v. Chr.) während der Herrschaft des Niuserre oder des Menkauhor datiert.
Sie sind heute hauptsächlich durch ihr gemeinsames Grab bekannt, in dem sie auf Reliefs in inniger Umarmung dargestellt sind.

## Verhältnis zueinander
Beide Männer waren verheiratet und hatten Kinder, sind aber mehrmals in dem Grab in inniger Umarmung dargestellt. Während vor allem die neuere Forschung von einem Zwillingspaar oder sogar von siamesischen Zwillingen ausgeht, sieht jedoch ein Teil der Autoren in diesen beiden Männern ein homosexuelles Paar. Ohne Zweifel lassen die Darstellungen auf eine besonders innige Zuneigung schließen, da insbesondere die Abbildung der beiden mit sich berührenden Nasen die in der damaligen Kunst größtmögliche Nähe symbolisiert. Jedoch muss die Interpretation dieser Darstellungen vorerst offenbleiben.

## Namen und Titel
Die Namen der beiden Männer haben eine linguistische Beziehung aufeinander:
Nianchchnum bedeutet „das Leben gehört (zu) Chnum“ und „Chnumhotep“ bedeutet „Chnum ist zufrieden“. Da „Chnum“ neben der Bedeutung der Gottheit Chnum auch die Bedeutung verbunden sein haben kann, können die Namen auch als „Im Leben verbunden“ und „Verbunden bis in den gesegneten Zustand der Toten“ interpretiert werden.
An einer Türöffnung im Inneren der Mastaba sind die beiden Namen in einer verbundenen Schreibweise aufgeführt, die sich von rechts nach links zusammen gelesen dann als „Verbunden im Leben und im Frieden“ interpretieren lässt:
| R4 · X1 · Q3 | W9 | S34 | W9 · N35 |

| W9 · N35 | S34 | W9 | R4 · X1 · Q3 |

Es ist nicht nachweisbar, ob es sich bei den Namen um Geburtsnamen handelt, was auf ein Zwillingspaar hindeuten würde, oder um später angenommene Namen.
Sowohl Nianchchnum als auch Chnumhotep tragen beide dieselben weltlichen und religiösen Titel:
- Aufseher der königlichen Maniküre,
- Königlicher Vertrauter,
- Gottesdiener (Prophet) des Re im Sonnenheiligtum des Niuserre.

Der erste Titel ist eine Amtsbeschreibung, der die beruflichen Tätigkeiten beschreibt. Der zweite Titel ist ein Ehrentitel und Hinweis auf den hohen sozialen Stand. Der dritte Titel bezieht sich auf ein tempelpriesterliches Amt, das neben dem eigentlichen Beruf ausgeübt wurde.
Das gemeinsame Mastaba-Grab von Nianchchnum und Chnumhotep wurde 1964 von Ahmed Moussa bei Ausgrabungen des Aufwegs der Unas-Pyramide in der Nekropole von Sakkara entdeckt. Beim Bau des Aufwegs der Unas-Pyramide wurden Unebenheiten im Boden zum Teil durch Material aus anderen Gräbern aufgefüllt. Das Grab der beiden fiel auch den Bauarbeiten zum Opfer und Teile davon wurden als Füllmaterial verwendet. Ahmed Moussa konnte es fast vollständig aus dem Füllmaterial des Aufwegs rekonstruieren.
Das Grab besteht aus zwei Teilen, einem Mastaba-Bau für den Eingangsbereich und einem Felsengrab. Die Mastaba hat zwei Kammern und einen Innenhof, von dem man in den zweiten, in den Felsen gehauenen Teil des Grabes, gelangt. Dieser Bereich besteht aus einer großen Kammer, von der seitlich eine Opferkapelle abzweigt. In der Opferkapelle befinden sich je eine Scheintür für Nianchchnum und Chnumhotep.
Es ist das einzige bekannte altägyptische Grab, das Darstellungen von Männern in Umarmung und Hände haltend aufweist.

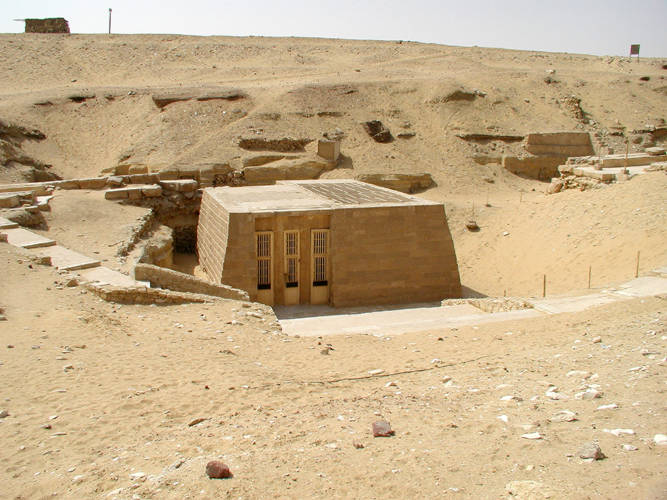
Die rekonstruierte Mastaba des Nianchchnum und des Chnumhotep
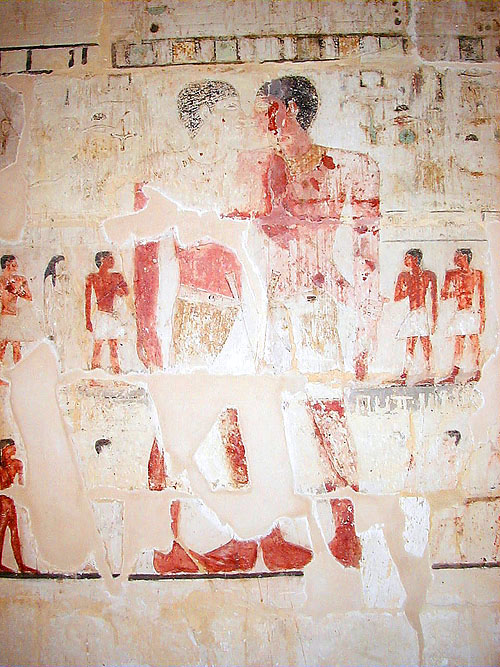
Nianchchnum und Chnumhotep
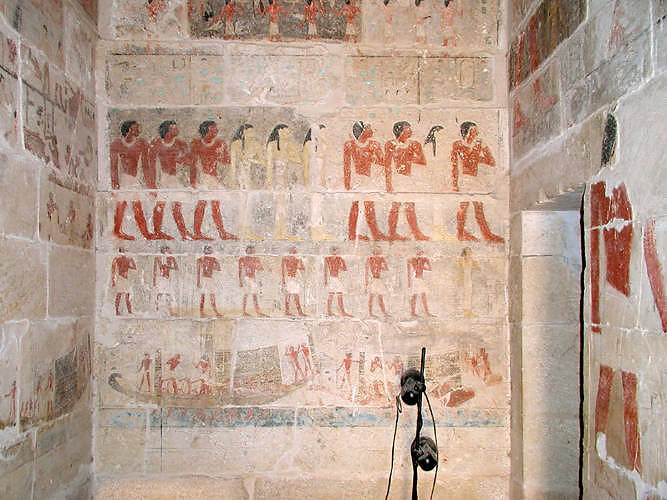
Darstellungen an den Grabwänden
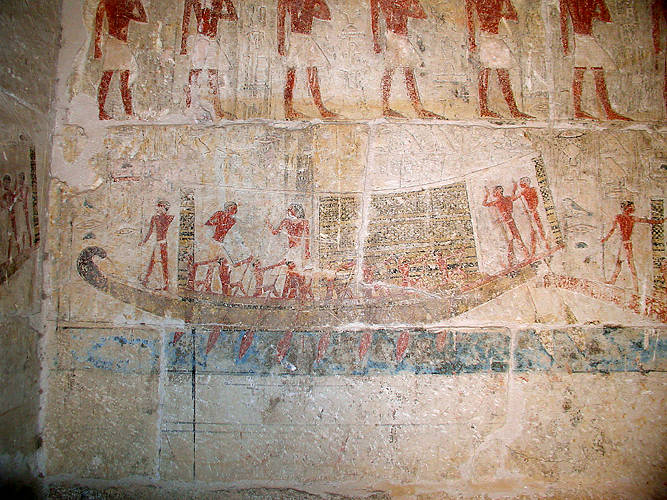
Darstellung einer Bootszene an der Grabwand
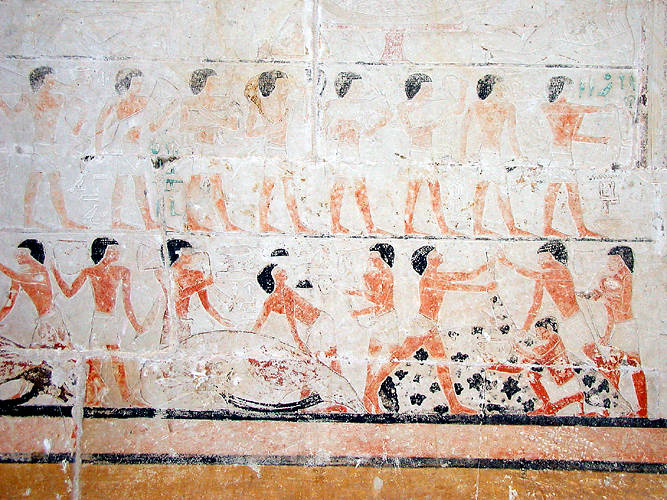
Darstellung von Schlachtern bei der Arbeit an der Grabwand